# Rykały (gmina)
Rykały (od 1973 Goszczyn) – dawna gmina wiejska istniejąca do 1954 roku w woj. warszawskim. Nazwa gminy pochodzi od wsi Rykały, lecz siedzibą władz gminy był Goszczyn. 
Za Królestwa Polskiego gmina Rykały należała do powiatu grójeckiego w guberni warszawskiej. 19 maja?/31 maja 1870 do gminy przyłączono pozbawiony praw miejskich Goszczyn. 
W okresie międzywojennym gmina Rykały należała do powiatu grójeckiego w woj. warszawskim. Po wojnie gmina zachowała przynależność administracyjną. 1 lipca 1952 roku gmina składała się z 23 gromad.
Jednostka została zniesiona 29 września 1954 roku wraz z reformą wprowadzającą gromady w miejsce gmin. Po reaktywowaniu gmin 1 stycznia 1973 roku gminy Rykały nie przywrócono, a jej dawny obszar wszedł w skład nowej gminy Goszczyn (i częściowo gminy Promna).